# 小熊高桑大橋
小熊高桑大橋（おぐまたかくわおおはし）は、岐阜県岐阜市と同県羽島市の間の境川に架かる岐阜県道157号鶉羽島線の橋である。

## 概要
橋の名前は、両岸の地名（羽島市小熊町、岐阜市柳津町高桑）に由来する。
- 供用： 1988年（昭和63年）3月24日
- 延長： 287.0m
- 区間： 岐阜県岐阜市柳津町高桑 - 羽島市小熊町

## 周辺施設
- 岐阜聖徳学園大学附属小学校
- 岐阜聖徳学園大学附属中学校
- 岐阜聖徳学園大学羽島キャンパス
- 岐阜天文台
- 岐阜運輸支局
- 岐阜南病院

## その他
2008年（平成20年）、小熊高桑大橋の北を流れる大江川に日置江高桑大橋が開通している。
現在の岐阜県道157号鶉羽島線は、小熊高桑大橋を含めたバイパス（岐阜都市計画道路岐阜大須線）である。かつての県道157号にかかる境川の橋は沈下橋であったが、柳津町によって掛けなおされたのが東境川橋である。